# Thi Bui
Thi Bui (Saigón, 1975) es una novelista gráfica e ilustradora estadounidense nacida en Vietnam. Es más conocida por sus memorias ilustradas The Best We Could Do, publicadas en español como Todo lo que pudimos.

## Biografía
Thi Bui nació en lo que entonces era Saigón, Vietnam del Sur, tres meses antes de la caída de Saigón durante la guerra de Vietnam. Bui es una de seis hermanos: dos de sus hermanos mayores fallecieron antes de su nacimiento. Ella y su familia formaron parte de la ola de «gente de los botes» del sudeste asiático que llegó a un campo de refugiados en Malasia. Finalmente se les concedió asilo en los Estados Unidos y emigraron allí en 1978. Actualmente reside en el Área de la Bahía con su esposo y sus dos hijos.

## Carrera
Bui se ha desempeñado como maestra de escuela durante varios años, trabajando en escuelas en la ciudad de Nueva York y Oakland. Fue una de las fundadoras de Instituto Internacional de Oakland, la primera escuela secundaria pública en California para inmigrantes recientes y estudiantes de inglés. Allí trabajó como profesora de arte y medios digitales. Desde 2015, ha sido miembro de la facultad del programa MFA in Comics en el California College of the Arts. Antes de su carrera como ilustradora, nunca había tenido experiencia con el dibujo.
La temática de trabajo de Bui a menudo se centra en cuestiones políticas y sociales. En 2017, Bui publicó su primera novela gráfica The Best We Could Do, publicada en español como Todo lo que pudimos, donde narra la vida de sus padres y hermanos refugiados, su vida en Vietnam antes de su fuga tras la guerra de Vietnam y su eventual migración a los Estados Unidos. El libro profundiza en temas de inmigración, guerra y trauma intergeneracional. Trabajó en la novela durante más de una década. El libro recibió numerosos elogios y reconocimientos, incluido los del Círculo Nacional de Críticos de Libros, el premio American Book y también fue finalista del Premio Eisner en la categoría de historietas basados en hechos reales, entre otros. En 2017, entró en la lista de los cinco mejores libros de Bill Gates. Fue seleccionado como Common Book de la Universidad de California en Los Ángeles para el curso académico 2017-2018 y se incorporó a su programa de pregrado.
Ese mismo año se publicó A Different Pond, un libro ilustrado para niños. Trabajó en el libro como ilustradora y colaboró con el artista de la palabra hablada y escritor Bao Phi para el proyecto. A Different Pond ganó el premio Caldecott Honor por ilustración.
En 2019, se asoció con el aclamado novelista Viet Thanh Nguyen para un nuevo libro ilustrado titulado Chicken of the Sea. Nguyen y Bui colaboraron con sus hijos para crear la historia, con Nguyen y su hijo Ellison como escritores y Bui y su hijo Hien como ilustradores.
Desde su primer trabajo, se ha dedicado a escribir e ilustrar historietas breves sobre muchos temas políticos nacionales dentro de la comunidad del sudeste asiático. Su próximo libro, Nowhereland, se enfocará en temas de encarcelamiento y deportación de personas del sudeste asiático en los Estados Unidos. También está trabajando en una historia de ciencia ficción sobre el cambio climático en Vietnam y en países más pobres.

## Obras publicadas
- 2012: We Are Oakland International (Immigration Stories from Oakland International High School, Volumen 4) (como editora)
- 2017: The Best We Could Do, New York: Abrams ComicArts ISBN 1419718770 (autora e ilustradora). Publicado en español como Todo lo que pudimos. Madrid: Ediciones Kraken, 2018. ISBN 1419718770
- 2017: A Different Pond (escrito por Bao Phi), North Makato, Minnesota: Capstone ISBN 1623708036 (como ilustradora)
- 2018: Displaced: Refugee Writers on Refugee Lives, Abrams Books ISBN 141973511X (como escritora colaboradora en «Perspective and What Gets Lost»)
- 2018: Refugee to Detainee: How the U.S. is Deporting Those Seeking a Safe Haven (historieta breve)[13]
- 2019: Chicken of the Sea, San Francisco, McSweeney's Publishing ISBN 194421173X (como ilustradora junto con Hien Bui-Stafford)

## Premios
- The Best We Could Do
  - 2017: Common Book de la UCLA[10]
  - 2017: Finalista del Círculo Nacional de Críticos de Libros[6]
  - 2018: Premio American Book[5]
  - 2018: Finalista de los premios Eisner en la categoría de historietas basadas en hechos reales[7]
- A Different Pond
  - 2017: Caldecott Honor por ilustración[16]